# Zaklików (gmina)
Zaklików [zaˈklikuf] est une commune rurale de la voïvodie des Basses-Carpates et du powiat de Stalowa Wola. Elle s'étend sur 202,15 km2 et comptait 8 544 habitants en 2010.
Elle se situe à environ 21 kilomètres au nord de Stalowa Wola et à 82 kilomètres au nord de Rzeszów, la capitale régionale.